# 49e congrès de la Confédération générale du travail
Le 49e congrès de la Confédération générale du travail (CGT) a lieu du 9 au 13 décembre 2009 à Nantes.

## Contexte
Selon le rapport financier, le nombre des adhérents de la CGT était en 2008 de 613 510 syndiqués Le nombre des adhésions en 2009 aurait été de 45 900 adhésions. Cependant, il est à noter que les délégués au Congrès disposent du vote de 520 221 syndiqués
Aux élections prud'homales de 2008, la CGT conforte sa position de premier syndicat avec 34,00 % des voix (+1,87 %) devant la CFDT, en baisse à 21,81 %.

## Renouvellement du bureau
Le bureau confédéral est renouvelé à 75 %. Outre le fait que le nombre des membres du bureau confédéral diminue de 10 à 8, le nombre des départs est de 7 sur 10 membres de l'ancien bureau. Quittent le bureau confédéral et la Commission exécutive de la Centrale de Montreuil : Maryse Dumas, Jean-Christophe Le Duigou, les deux « numéros 2 » de Bernard Thibault, selon la presse, Alain Guinot, responsable de l'organe historique de la CGT, La Vie ouvrière-NVO, Maïté Lassale, Graziella Lovera. Pour leur part, Frédérique Dupont, Maurad Rabhi, Daniel Sanchez quittent le bureau confédéral mais restent à la Commission exécutive.
Le bureau compte : 3 anciens, et 5 nouveaux membres:
- Bernard Thibault, secrétaire général, 50 ans ;
- Agnès Naton, 48 ans, employée de France Télécom, mais dont la carrière syndicale tient à ses responsabilités à l'Union départementale de la Haute-Savoie[7] ;
- Michel Doneddu, 58 ans, ingénieur. Administrateur de la Cgt ;
- Michèle Chay, 48 ans, employée (Fédération du Commerce) ;
- Philippe Lattaud, 49 ans, technicien, secrétaire de la CGT du Val-d'Oise ;
- Agnès Le Bot, 40 ans, cadre, secrétaire de la CGT en région Nord ;
- Mohammed Oussedik, 39 ans, cadre, secrétaire de la Fédération du Verre ;
- Nadine Prigent, 51 ans, infirmière, secrétaire générale de la Fédération Cgt de la Santé[8].

Outre ces huit membres, le bureau confédéral intègre "les deux membres de la Commission exécutive chargés hebdomadairement de la permanence confédérale".